# Diamond Dogs
Diamond Dogs (рус. Бриллиантовые собаки) — восьмой студийный и второй концептуальный альбом Дэвида Боуи, выпущенный на лейбле RCA Records в 1974 году. Тематически это был союз романа «1984» Джорджа Оруэлла и его собственное видение пост-апокалиптического мира, окрашенное красками глэма. Боуи хотел сделать театральную постановку по книге Оруэлла и начал писать материал после завершения сессий для альбома Pin Ups, но завещание покойного автора не позволяло продать права на произведение. В итоге весь написанный материал попал на вторую половину альбома Diamond Dogs, а названия песен свидетельствуют о том, что роман «1984» в значительной степени повлиял на произведение.

## Производство и стиль
Хотя альбом был записан и выпущен после «отставки» Зигги Стардаста (состоявшейся в середине 1973 года), и демонстрировал собственный индивидуальный характер в «Halloween Jack» («действительно крутой чувак», который жил в прогнившем Городе Нищеты), многие отмечали, что Зигги был все ещё 'очень жив', что было видно по стрижке Боуи на обложке и глэм-трэшевом стиле первого сингла «Rebel Rebel». Как и в случае с некоторыми песнями на «Aladdin Sane», влияние группы The Rolling Stones также было весьма заметно, особенно в титульном треке. Однако альбом содержал материал, на котором Боуи шагнул ещё дальше от своих предыдущих работ. Это эпическая сюита «Sweet Thing»/«Candidate»/«Sweet Thing (Reprise)», а композиции «Rock ’n’ Roll With Me» и «1984», со звуком wah-wah у гитары, были вдохновлены фильмом «Шафт», и явились провозвестником следующего периода Боуи, «пластикового соула» (англ. «plastic soul»). Оригинальный виниловый альбом заканчивался закольцованным плёночным эффектом — сильно вибрирующим рефреном Bruh/bruh/bruh/bruh/bruh, первым слогом из «Big Brother», повторяющимся непрерывно.
Diamond Dogs был первым альбомом Боуи с 1969 года, на котором не было кого-либо из состава «The Spiders from Mars», (кроме пианиста Майка Гарсона), коллектива, выступавшего с Боуи и способствующего известности Зигги Стардаста. Хэрби Флауэрс играл на басу, партии ударных были поделены между Эйнсли Данбаром и Тони Ньюменом. Также Боуи сделал шаг, удививший некоторых рецензентов, взяв на себя роль лидер-гитариста, которым ранее был Мик Ронсон, и сыграл то, что критики New Musical Express Рой Карр и Чарльз Шаар Мюррей назвали «колючий, хриплый, полулюбительский звук, давший альбому львиную долю его характерной атмосферы». Кроме того альбом Diamond Dogs стал важной вехой в карьере Боуи, воссоединив его с Тони Висконти, сделавшим струнные аранжировки и микшировавшим альбом на своей студии Good Earth Studios в Лондоне, с помощью Trident B-Range консоли. Висконти продолжит совместное продюсирование значительной части материала Боуи до конца десятилетия.

## Обложка
На конверте альбома представлена картина, изобразившая Боуи гибридом человека и собаки, Полотно в гротескном стиле написано бельгийским художником Ги Пилларом, в том же году создавшим обложку альбома группы Rolling Stones It’s Only Rock ’n’ Roll. Обложка с Боуи имеет явно неоднозначный вид, поскольку на раскрытом конверте были четко видны гениталии гибрида. В связи с этим первое издание появилось в продаже небольшим тиражом. Согласно порядку цен в журнале коллекционеров Goldmine, этот вариант поставил ценовой рекорд, став одним из самых дорогих изданий среди предметов коллекционирования, и достигал цены в несколько тысяч долларов США за экземпляр. Во втором варианте пластинки 1974 года гениталии были заретушированы распылителем краски. Оригинальная, нецензурированная обложка альбома, и другая, забракованная, на которой Боуи в шляпе держит за поводок вставшую на дыбы собаку (фотограф — Терри О’Нилл (англ. Terry O’Neill)) были использованы в оформлении переизданий диска лейблами Rykodisc/EMI.

Полная версия оригинальной обложки альбома

В 2011 году обложка альбома заняла 44-е место в списке лучших обложек альбомов всех времён по версии интернет издания Music Radar.

## Выпуск и влияние
Альбом был лебединой песней глэмового стиля Боуи. Как пишет Дэвида Бакли, «это своего рода шаг, который определил его дальнейшую карьеру. Боуи соскочил с корабля глэм-рока как раз вовремя, прежде чем тот начал дрейфовать в сторону жалкой пародии на себя». В момент выхода альбома Боуи описывал Diamond Dogs как «очень политизированный альбом. Мой протест … Здесь меня больше, чем во всем, что я делал до сих пор». Журнал Disc сравнил альбом с The Man Who Sold the World (1970), в то время как Rock and Sounds оба описали это как его «самую внушительную работу… со времён Зигги Стардаста».
Диск достиг #1 в британских чартах и #5 в США (где песня «Rebel Rebel» стала популярной), это была самая высокая позиция Боуи в чартах США на тот момент. В Канаде он смог достигнуть #1 в Национальном альбомном чарте RPM 100 в июле 1974 года и удерживал позицию в течение двух недель. Альбом занимает #995 в топ-1000 альбомов всех времен и #447 в списке 500 величайших альбомов всех времён по версии журнала New Musical Express.
Diamond Dogs продемонстрировал резкий гитарный стиль и футуристические видения городского хаоса с бандами подростков-мутантов, и, одновременно, борьбой за сохранение себя при становлении жёсткой иерархии, похожей на тоталитаризм.
Провокационные тексты («Мы купим наркотиков и сходим на концерт группы, / и спрыгнем в реку, держась за руки») (англ. «We’ll buy some drugs and watch a band / And jump in the river holding hands»), были предвестником панк-революции, которая произойдёт через несколько лет. Сам Боуи описал заглавную композицию альбома, как: «Мелкие Джонни Роттены и Сиды Вишесы воочию. В моём представлении в том мире нет никакого транспорта, поэтому они все носятся на роликах с огромными колёсами, которые жутко скрипят, поскольку не смазаны маслом. Так что вот такие скрипучие банды на роликах, в капюшонах и мехах, с ножами-Боуи. Все тощие от недоедания и c волосами всех цветов радуги. В известном смысле это было предвестником панк-движения». (англ. «All little Johnny Rottens and Sid Viciouses really. And, in my mind, there was no means of transport, so they were all rolling around on these roller-skates with huge wheels on them, and they squeaked because they hadn’t been oiled properly. So there were these gangs of squeaking, roller-skating, vicious hoods, with Bowie knives and furs on, and they were all skinny because they hadn’t eaten enough, and they all had funny-coloured hair. In a way it was a precursor to the punk thing»).
Название альбома и сам образ Алмазных Псов можно считать довольно остроумным ответом Боуи старому другу и сопернику Болану, двумя месяцами ранее выпустившему с группой T.Rex пластинку, пародирующую альбом Дэвида The Rise and Fall of Ziggy Stardust and the Spiders from Mars. Если Марк Болан пел «Мы — Леопарды», то Боуи центральными героями своей антиутопии сделал подростковые банды будущего, которых девушки зовут Псами.
Боуи исполнял все композиции альбома, за исключением «We Are the Dead», в туре по США 1974 года (выпущен, как David Live) . Впоследствии «Rebel Rebel» исполнялась почти в каждом следующем турне Боуи, композиция «Diamond Dogs» фигурировала в турах «Station to Station» (1976) и «Outside» (1995-96), песня «Big Brother/Chant of the Ever Circling Skeletal Family» была включена в список композиций для «Glass Spider Tour» 1987 года.
В конце интро «Future Legend» звучат аплодисменты, на фоне которых Боуи произносит: «This ain’t rock-n-roll. This is genocide!». Они были взяты из концертной записи Рода Стюарта, и в середине аплодисментов отчётливо слышно как тот произносит: «Oh Yeah!» своим хрипловатым голосом.

## Список композиций
Все песни написаны Дэвидом Боуи.
| №  | Название                | Длительность |
| -- | ----------------------- | ------------ |
| 1. | «Future Legend»         | 1:05         |
| 2. | «Diamond Dogs»          | 5:56         |
| 3. | «Sweet Thing»           | 3:39         |
| 4. | «Candidate»             | 2:40         |
| 5. | «Sweet Thing (reprise)» | 2:31         |
| 6. | «Rebel Rebel»           | 4:30         |

| №  | Название                                     | Длительность |
| -- | -------------------------------------------- | ------------ |
| 1. | «Rock ’n’ Roll with Me»                      | 4:00         |
| 2. | «We Are the Dead»                            | 4:58         |
| 3. | «1984»                                       | 3:27         |
| 4. | «Big Brother»                                | 3:21         |
| 5. | «Chant of the Ever Circling Skeletal Family» | 2:00         |

### Бонус-треки (Rykodisc/EMI 1990)
Все песни написаны Дэвидом Боуи.
1. «Dodo» (записан в 1973, ранее не издавался) — 2:53
2. «Candidate» (демоверсия, записана в 1973, ранее не издавалась) — 5:09

## Издание на компакт-диске
Diamond Dogs впервые выпущен на компакт-диске лейблом RCA Records в 1985 году, с цензурированной обложкой. Немецкое (для европейского рынка) и японское (для американского рынка) издания были смикшированы с разных мастер-лент, и не являются идентичными.

### 1990 Rykodisc/EMI
Доктор Тоби Маунтин из Northeastern Digital, г. Саутборо, штат Массачусетс, произвел ремастеринг оригинального материала Diamond Dogs, для лейбла Rykodisc в 1990 году. Были добавлены два бонус-трека, обложка альбома была оригинальной, нецензурированной.

### 1999 EMI/Virgin
Питер Мью произвел ремастеринг альбома на студии Abbey Road Studios без бонусного материала, с тем же набором композиций как и на компакт-диске 1985 года.

### 2004 EMI/Virgin
Третий в серии 30th Anniversary 2CD Editions, на первом диске ремастированная версия альбома, а на втором восемь бонус-треков, два из которых были ранее выпущены в издании 1990 Rykodisc/EMI.

### Бонус CD (2004 EMI/Virgin)
Все песни написаны Дэвидом Боуи, за исключением отмеченных.
1. «1984/Dodo» (записан в 1973) — 5:29
2. «Rebel Rebel» (A-Side из сингла «Rebel Rebel», вышедшего в США, 1974) — 3:00
3. «Dodo» (также известна под названием «You Didn’t Hear It from Me», записан в 1973) — 2:53
4. «Growin’ Up» (Брюс Спрингстин) (записан в 1973) — 2:25
5. «Alternative Candidate» (демоверсия, записан в 1974) — 5:09
6. «Diamond Dogs» (K-Tel[англ.] The Best of Bowie edit, 1980) — 4:41
7. «Candidate» (из фильма Интим, ремикс, 2001) — 2:58
8. «Rebel Rebel» (2003 mix) — 3:09

## Участники записи

### Музыканты
- Дэвид Боуи: вокал, гитара, саксофон, синтезатор, меллотрон
- Майк Гарсон: клавишные
- Херби Флауэрс: бас
- Тони Ньюмен[англ.]: ударные
- Эйнсли Данбар: ударные
- Алан Паркер: гитара на «1984»
- Тони Висконти: струнные,

### Продюсеры
- Дэвид Боуи: продюсер, аудиоинженер
- Кит Хэрвуд[англ.]: аудиоинженер, микширование
- Тони Висконти: микширование

## Хит-парады

### Альбом

#### Еженедельные чарты
| Год  | Хит-парад                           | Высшая позиция |
| ---- | ----------------------------------- | -------------- |
| 1974 | UK Albums Chart                     | 1              |
| 1974 | Canadian RPM 100                    | 1              |
| 1974 | Australian Kent Report Albums Chart | 3              |
| 1974 | US Billboard Pop Albums             | 5              |
| 1974 | Norwegian Albums Chart              | 8              |
| 1974 | Italian Albums Chart                | 16             |
| 1974 | Sverigetopplistan                   | 3              |

#### Чарты в конце года
| Год  | Чарт                  | Позиция |
| ---- | --------------------- | ------- |
| 1974 | UK Albums Chart       | 6       |
| 1974 | Италия (FIMI)         | 52      |
| 1974 | Канада (RPM Year-End) | 15      |
| 1974 | French Albums Chart   | 11      |

### Сингл
| Год  | Сингл          | Хит-парад                      | Высшая позиция |
| ---- | -------------- | ------------------------------ | -------------- |
| 1974 | «Rebel Rebel»  | UK Singles Chart               | 5              |
| 1974 | «Rebel Rebel»  | Norwegian Singles Chart        | 9              |
| 1974 | «Rebel Rebel»  | Canadian RPM 100 Singles Chart | 30             |
| 1974 | «Rebel Rebel»  | Billboard Pop Singles          | 64             |
| 1974 | «Diamond Dogs» | UK Singles Chart               | 21             |

## Сертификаты
| Организация | Статус  | Дата         |
| ----------- | ------- | ------------ |
| RIAA — США  | Золотой | 26 июля 1974 |